# Aerei della Aeronautica polacca nella seconda guerra mondiale
Gli aerei impiegati dalla Siły Powietrzne durante la Seconda guerra mondiale tra il 1º settembre ed il 2 ottobre 1939 sono:

## Da caccia
- PZL P.6
- PZL P.7
- PZL P.11
- PZL P.24
- PZL.38 Wilk
- PZL.39

## Bombardieri
- PZL.23 Karaś
- PZL.30 Żubr
- PZL.37 Łoś

## Da ricognizione
- Lublin R-XIII
- PZL P.3

## Da addestramento
- Lublin R-XIV

## Da trasporto
- Lublin R-XVI

## Idrovolanti
- Lublin R-XX

## Aerei acquisiti all'estero
Cecoslovacchia
- Avia B-534

 Francia
- Breguet Bre 19
- Blériot Spad 51
- Morane-Saulnier MS.406
- Potez 25

 Germania
- Focke-Wulf Fw 44 (acquistati prima della guerra)

 Italia
- CANT Z.506 "Airone" (1 unico esemplare, acquistato prima della guerra)